# Afonso Henriques Manta Andrade Paes
Afonso Henriques Manta Andrade Paes, (Válega, 14 de setembro de 1924 — Válega, 5 de fevereiro de 1987) foi um arquitecto português. Casou-se em 1949 com a poetisa Glória de Sant'Anna (1925-2009) e viveu em Moçambique de 1951 a 1977, em Porto Amélia (actualmente Pemba), Vila Pery (hoje Chimoio) e Maputo.

## Obra de Arquitectura
- Cinco casas na praia do Wimbe, Pemba, Cabo Delgado, Moçambique. Casas completas com quatro divisões, banho sanitário e varanda.
- Casa de praia do governador, na mesma praia do Wimbe.
- Bairro de seis casas económicas na parte alta da cidade.
- Casa de praia da Marinha.
- Edifício da Marinha com três andares na cidade da Pemba.
- Várias habitações de particulares.
- Quartel dos fuzileiros.
- O estádio em Pemba com um mural pintado pelo arquitecto.
- Hotel Cabo Delgado: Decoração do interior em madeiras da região, incluindo mobiliário cujo desenho é de sua autoria.
- Hotel Cabo Delgado: Bar "Barbatana", seguindo a mesma linha de decoração.
- Banco Montepio de Moçambique: Decoração do interior do banco em que pela primeira vez é usada escultura Maconde.
- Edifício do Tribunal: Decoração do interior do edifício do Tribunal em madeiras da região e desenho de sua autoria.
- Habitações sociais no bairro do Cariacó.
- Edifício da Fazenda.
- Armazém para o algodão da empresa Sagal.
- Jardins do Palácio do Governador ( desenho e orientação).
- Trabalho de urbanização para Montepuez.
- Diversas pontes.
- Restauro do tecto da Igreja de S.Paulo em Pemba.
- Restauro da Mesquita no bairro do Paquitequete.
- Quarteis em Mueda.
- Esplanada do Bar Marítimo.
- Decoração da Gelataria Glaciar, que era simultaneamente casa de chá.
- Urbanização de uma área em Mavita, Chimoio (Vila Pery): a) Uma fábrica para extracção de asbestos, b) Um bairro de casas económicas para os trabalhadores. c) Um posto médico. d) O traçado de um campo de aviação.
- Em Riane - Ribáué, desenhou e orientou a construção de uma ponte de madeira sobre um rio que atravessava a área.
- Colunas e os muros laterais, que constituíam o projecto da entrada do Parque Marques da Silva, da ADO - Ovar,Portugal.

## Carreira
- Pioneiro nas carreiras aéreas em Cabo Delgado com a criação de uma carreira aérea OCAPA (Organização de Carreiras Aéreas de Porto Amélia) que percorria o espaço norte de Moçambique, com aviões mono e bimotores Cessna que, além da distribuição do correio, fazia o transporte de passageiros.
- A OCAPA fez intercâmbio turístico com as Ilhas Comores.
- Delegado do turismo em Cabo Delgado
- Engenharia e construção civil ( A.H.A.P. ) cuja actividade não se circunscreve apenas a Pemba mas se alonga a todo o distrito de Cabo Delgado, e mais tarde ao Chimoio.
- Trabalha para o estado, para outras empresas e para particulares, com projectos seus e empreitadas de construção civil.

Uma das suas preocupações é transmitir conhecimentos, tanto aos desenhadores no atelier, como a operários nas obras.
Tem uma característica muito curiosa - quando a trabalhar no estirador muitas vezes lhe vão surgindo soluções no próprio projecto.
É muito exigente e perfeccionista. E tem um enorme espírito inventivo que muitas vezes ultrapassa a época.
Tudo lhe capta a atenção e o engenho.